# 2022-es női U17-es kosárlabda-világbajnokság
A 2022-es női U17-es kosárlabda-világbajnokság a hetedik női U17-es kosárlabda-világbajnokság. Debrecenben, Magyarországon rendezték július 9-től július 17-ig.

## Helyszínek
A világbajnokságot Debrecenben rendezték, két helyszínen: Főnix Aréna és Oláh Gábor Sportcsarnok.

## Résztvevők
| Kijutás módja                              | Időpontja              | Helyszín   | Kijutott csapat(ok)                                                      |
| ------------------------------------------ | ---------------------- | ---------- | ------------------------------------------------------------------------ |
| Rendező                                    | 2020. január 31.       | Mies       | Magyarország                                                             |
| 2021-es női U16-os Afrika-kupa             | 2021. augusztus 7–15.  | Kairó      | Egyiptom Mali                                                            |
| 2021-es női U16-os Európai nemzetek ligája | 2021. augusztus 16–21. | Különféle  | Franciaország Németország Oroszország (kizárták) Szlovénia Spanyolország |
| 2021-es női U16-os Amerika-kupa            | 2021. augusztus 23–29. | Guanajuato | Argentína Kanada Mexikó Egyesült Államok                                 |
| 2021-es női U16-os Ázsia-kupa              | 2021. június 24–30.    | Ammán      | Ausztrália Japán Dél-Korea Új-Zéland                                     |